# Ferrovia Ise
La Ferrovia Ise (伊勢鉄道?, Ise Tetsudō), chiamata anche Isetetsu (伊勢鉄?), è una compagnia ferroviaria giapponese con sede a Suzuka, nella prefettura di Mie.

## Storia
La società è stata fondata il 1° ottobre 1986. Ha iniziato a gestire la linea Ise il 27 marzo 1987, in seguito all'acquisizione dalle Ferrovie Nazionali Giapponesi.

## Linee ferroviarie
La compagnia gestisce la linea Ise un tempo di proprietà delle Ferrovie Nazionali Giapponesi.
- Linea Ise (伊勢線?): Kawarada - Tsu (22,3 km,	10 stazioni)

## Materiale rotabile
L'azienda dispone di 4 automotrici serie Ise III. Si tratta di un treno diesel prodotto da Fuji Heavy Industries (solo 101) e Niigata Transys (102 - 104) per sostituire i vecchi tipi Ise I e Ise II. Come i tipi Ise I e Ise II, non sono installati servizi igienici a causa del breve chilometraggio.

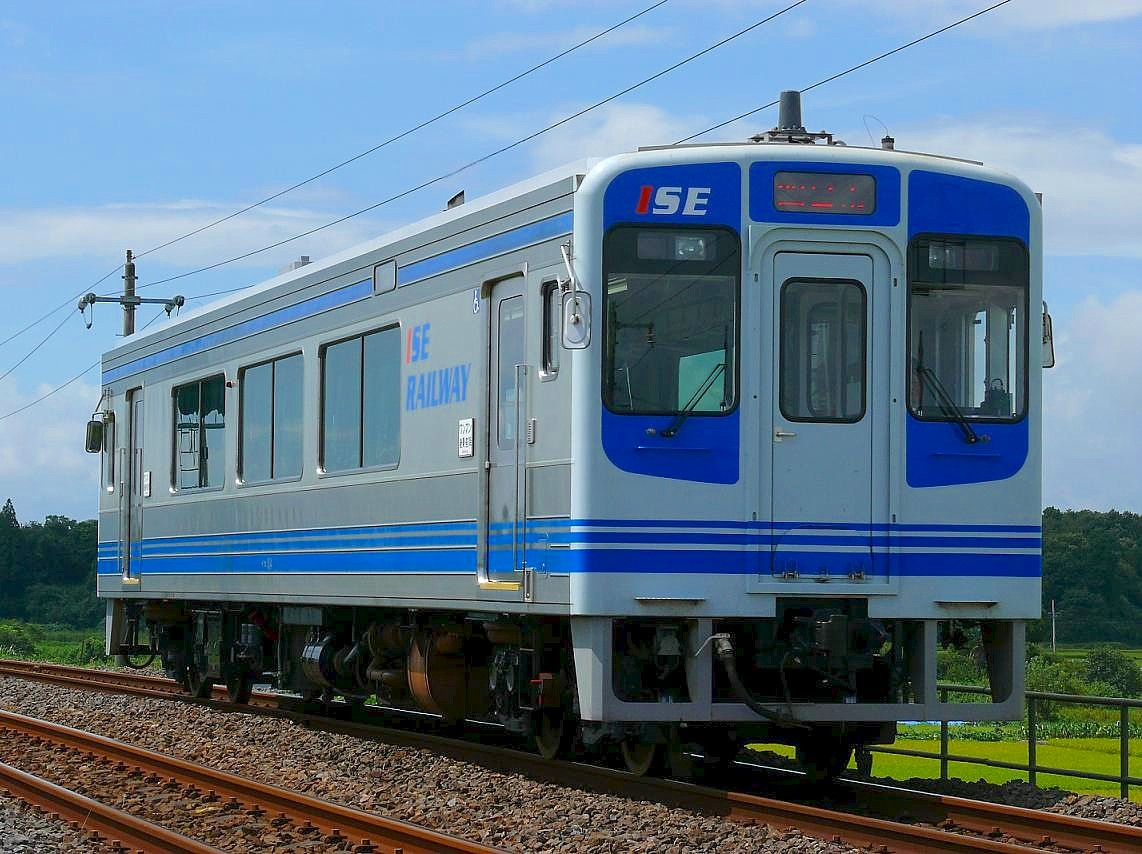
Automotrice della serie Ise III
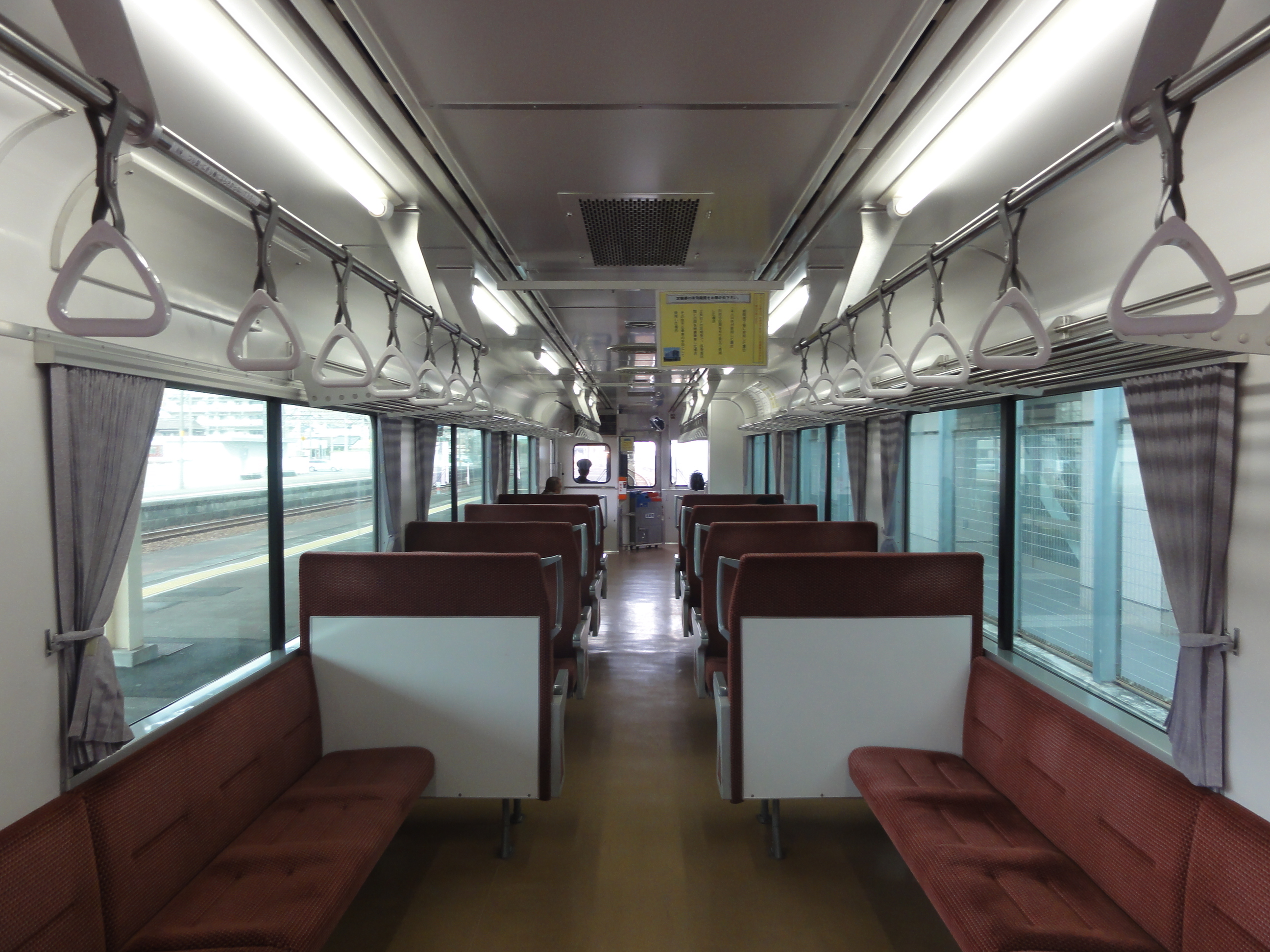
Interno dell'Ise III